# Varan the Unbelievable
Varan the Unbelievable este un film SF japonez din 1958 regizat de Ishirō Honda. În rolurile principale joacă actorii Tsuruko Kobayashi, Kôzô Nomura, Ayumi Sonoda.

## Prezentare
Într-un efort de a găsi un mijloc economic de purificare a apei sărate, un centru militar de comandă americano-japonez este construit pe o insulă japoneză izolată unde se găsește un neobișnuit lac cu apă sărată. Cu toate acestea, experimentele de purificare trezesc la fundul lacului monstrul preistoric Obaki din hibernare; acesta începând să atace Japonia.

## Actori
- Kenji Uozaki - Kozo Nomura (Akiji Nomura)
- Yuriko Sinjo (woman journalist) - Ayumi Sonoda
- Motohiko Horiguti - Fumindo Matsuo
- Ichiro Sinjo - Hisaya Ito
- Yutaka Kawata - Nadao Kirino
- Dr. Sugimoto - Korenari Senda
- Dr. Majima - Fuyuki Murakami
- Dr. Fujimura - Akihiko Hirata
- Director General of the Defense Agency - Minosuke Yamada
- Colonel. Kusama - Akio Kusama
- Katsumoto, Lieutenant Commander - Yoshio Tsuchiya
- Captain Maritime Self-Defense Force vessel - Yoshifumi Tajima
- Minesweeper coxswain - Jiro Mitsuaki
- Shinto priest - Akira Sera
- Issaku - Akira Yamada
- Jiro - Toku Ihara
- Ken - Takashi Ito
- Ken’s Mother - Ayako Honma
- Villager - Yoshikazu Kawamata
- Medium - Kin Sugai
- Varan - Haruo Nakajima, Katsumi Tezuka

### Actori americani
- Cmdr. James Bradley - Myron Healey
- Anna - Tsuruko Kobayashi
- Capt. Kishi - Clifford Kawada
- Matsu (the boy) - Derick Shimatsu
- Paul Isoh - Kozo Nomura
- Shidori Isoh - Ayumi Sonoda
- Paul's Friend - Fumindo Matsuo
- Pvt. Seki - Hiroshi Hisasume